# ガズナヴィ (ミサイル)
ガズナヴィ（Ghaznavi、ウルドゥー語: غزنوی میسایل）は、ハトフ3（Hatf-III）としても知られるパキスタンの短距離弾道ミサイル。名称は、ガズナ朝（ガズナヴィ）のマウドゥードに由来する。

## 開発
当初、ハトフ3として独自開発を行っていたが、この計画は1994年に中断した。これは、中華人民共和国のDF-11の輸出型であるM-11を導入したことから、優先度が低下していたものと見積もられている。1993年には、アメリカ合衆国との合意に反してM-11が部品の状態でパキスタンに輸出された。1996年、ラーワルピンディーにM-11の製造拠点が存在すると報じられている。
公式に試射が行われたのは、2002年5月26日である。2004年2月22日より正式に配備され、2007年4月27日に最終生産型が納入された。
この経緯から、ガズナヴィはM-11の派生型であると見られている。

## 構造
輸送起立発射機によって運用される、移動式の短距離弾道ミサイルシステムである。1段式固体燃料ロケットを推進装置とし、慣性誘導式でCEPは250m。外観がM-11に似ていることから、射程はより長いものであるとの観測も存在するが、概ね290km程度と考えられている。